# جووانی فن برونکهورست
جووانی وان برونکهورست (هلندی: Giovanni van Bronckhorst؛ زادهٔ ۵ فوریه ۱۹۷۵) بازیکن سابق و مربی فوتبال اهل هلند است. او تاکنون در تیم‌های فاینورد، آرسنال، بارسلونا بازی کرده‌است او ۱۰۷ بازی ملی هم برای تیم ملی فوتبال هلند انجام داده‌است.